# Tierra Colorada
Tierra Colorada ist eine Stadt in Mexiko. Sie befindet sich im Bundesstaat Guerrero und ist Sitz des Municipios Juan R. Escudero. Sie liegt an der Fernstraße zwischen Mexiko-Stadt und Acapulco.
2005 hatte die Stadt 10.502 Einwohner.

## Geschichte
1848 wurde das Stadtgebiet von Juan Álvarez durch den Bau einer Hazienda erstmals besiedelt. 1854 erfolgte die Gründung als Dorf durch verschiedene Familien. 1911 erwarb Julián Blanco (1857–1915) zusammen mit seinen Kindern Teodoro, Bonifacio, Florentino und Marciano das Land.
Am 27. Mai 1912 ließ sich Colonel Martín Vicario im Zuge der Mexikanischen Revolution zur Verhinderung eines Vormarsches der Rebellen und zur Unterstützung der Garnison Dos Caminos in Tierra Colorada nieder. Ein Angriff von Rebellengeneral Martín Vicario am 3. August 1913 verursachte große Verluste und führte zur Beschlagnahmung von Waffen und Munition.
Durch das Dekret Nummer 11 vom 18. Mai 1923 von Gouverneur Rodolfo Neri wurde Tierra Colorada Teil der damaligen Gemeinde Chilpancingo.
Am Morgen des 26. März 2013 besetzten hunderte Bewaffnete (die Berichte schwanken zwischen 600 und 2000) die Tierra Colorada und umliegende Orte. Dabei setzten sie den Polizeichef Oscar Ulises Valles, elf Polizisten und sechs Zivilisten, die sie der Mitgliedschaft bei der Organisierten Kriminalität bezichtigten, fest. Die bewaffneten Mitglieder einer Bürgerwehr (policías comunitarios) reagierten auf die Tötung eines ihrer Kommandanten am Vortag. Sie hielten die Region fast 24 Stunden lang unter ihrer Kontrolle und übergaben die festgesetzten Personen nach Verhandlungen mit regionalen Bürgermeisterinnen und der Staatsanwältin des Bundesstaats Guerrero, Martha Elva Garzón, den Behörden. Daraufhin zogen sie ab.